# Bürgermeisterei Gerresheim
Die Bürgermeisterei Gerresheim war eine Bürgermeisterei im Landkreis Düsseldorf der preußischen Rheinprovinz. Ab 1858 war sie in eine Stadt- und eine Landbürgermeisterei geteilt.

## Geschichte

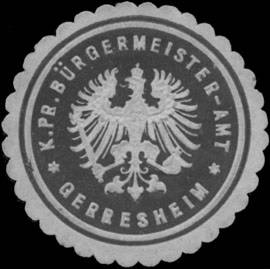
Siegelmarke der Bürgermeisterei Gerresheim

Bei der im Jahr 1808 begonnenen Einführung von Verwaltungsstrukturen nach französischem Vorbild im Großherzogtum Berg wurde im Kanton Mettmann des Arrondissements Düsseldorf im Département Rhein auch die Mairie (Bürgermeisterei) Gerresheim eingerichtet. Nachdem das Rheinland 1814 an Preußen gefallen war, wurde aus der Mairie Gerresheim die preußische Bürgermeisterei Gerresheim, die 1816 zum neuen Landkreis Düsseldorf kam. Die Bürgermeisterei umfasste die Stadt Gerresheim sowie die beiden Landgemeinden Erkrath und Ludenberg.
Die Stadt Gerresheim erhielt am 16. Januar 1858 die Rheinische Städteordnung. Seitdem wurde zwischen der Stadtbürgermeisterei Gerresheim und der Bürgermeisterei Gerresheim-Land unterschieden, die die Gemeinden Erkrath und Ludenberg verwaltete. Beiden Bürgermeistereien stand in Personalunion der Bürgermeister von Gerresheim vor.
Am 1. April 1898 wurde Erkrath zu einer eigenen Bürgermeisterei erhoben und schied aus der Landbürgermeisterei Gerresheim aus, die seitdem nur noch die Gemeinde Ludenberg umfasste. In der Folgezeit erhielt Ludenberg einen eigenen Bürgermeister und für die Landbürgermeisterei setzte sich der Name Bürgermeisterei Ludenberg durch.
Am 1. April 1909 wurden die Stadt Gerresheim und größere Teile von Ludenberg nach Düsseldorf eingemeindet. Die so verkleinerte Gemeinde Ludenberg wurde der Bürgermeisterei Hubbelrath zugeordnet.

## Einwohnerentwicklung
| Jahr | Gesamt | Gesamt | Quelle |
| ---- | ------ | ------ | ------ |
| 1816 | 3426   | 3426   | [ 8 ]  |
| 1828 | 4351   | 4351   | [ 9 ]  |
|      | Stadt  | Land   |        |
| 1871 | 2407   | 4945   | [ 4 ]  |
| 1885 | 5292   | 6619   | [ 10 ] |
| 1895 | 9073   | 8134   | [ 11 ] |